# La Ferté-Saint-Cyr
La Ferté-Saint-Cyr är en kommun i departementet Loir-et-Cher i regionen Centre-Val de Loire i de centrala delarna av Frankrike. Kommunen ligger i kantonen Neung-sur-Beuvron som tillhör arrondissementet Romorantin-Lanthenay. År 2022 hade La Ferté-Saint-Cyr 1 078 invånare.

## Befolkningsutveckling
Antalet invånare i kommunen La Ferté-Saint-Cyr
| Referens: INSEE |